# 约翰尼·麦肯齐
约翰尼·麦肯齐（英語：Johnny MacKenzie，1925年9月4日—2017年7月5日），苏格兰男子足球运动员。他曾代表苏格兰代表队参加1954年国际足联世界杯，结果队伍止步小组赛阶段。他于2017年去世，享年91岁。